# Astrid Uhrenholdt Jacobsen
Astrid Uhrenholdt Jacobsen (Trondheim, 22 gennaio 1987) è una fondista norvegese.

## Biografia
In Coppa del Mondo ha esordito il 9 marzo 2006 nella sprint a tecnica classica di Drammen (24ª), ha ottenuto il primo podio il 28 gennaio 2007 nella sprint a tecnica classica di Otepää (2ª) e la prima vittoria il 25 novembre 2007 nella staffetta di Beitostølen.
Nella stagione 2007-2008 ha lottato a lungo per la conquista della coppa di cristallo, che alla fine le è sfuggita di mano a favore della finlandese Virpi Kuitunen; la Jacobsen ha chiuso al secondo posto anche nella classifica di sprint e al quarto in quella di distanza.
In carriera ha preso parte a tre edizioni dei Giochi olimpici invernali, Vancouver 2010 (7ª nella sprint, 5ª nella sprint a squadre), Soči 2014 (19ª nella 10 km, 4ª nella sprint, 5ª nella staffetta) e Pyeongchang 2018 (1ª nella staffetta), e a sette dei Campionati mondiali, vincendo dieci medaglie.

## Palmarès

### Olimpiadi
- 1 medaglia:
  - 1 oro (staffetta a Pyeongchang 2018).

### Mondiali
- 10 medaglie:
  - 3 ori (sprint a Sapporo 2007; staffetta a Falun 2015; staffetta a Lahti 2017)
  - 2 argenti (skiathlon a Falun 2015; staffetta a Campionati mondiali di sci nordico Seefeld in Tirol 2019)
  - 5 bronzi (sprint a squadre, staffetta a Sapporo 2007; sprint a squadre a Oslo 2011; 10 km, 30 km a Lahti 2017)

### Mondiali juniores
- 5 medaglie:
  - 3 ori (5 km, sprint a Kranj 2006; sprint a Tarvisio 2007)
  - 1 argento (sprint a Rovaniemi 2005)
  - 1 bronzo (5 km a Tarvisio 2007)

### Coppa del Mondo
- Miglior piazzamento in classifica generale: 2ª nel 2008
- 35 podi (22 individuali, 13 a squadre):
  - 12 vittorie (4 individuali, 8 a squadre)
  - 17 secondi posti (14 individuali, 3 a squadre)
  - 6 terzi posti (4 individuali, 2 a squadre)

#### Coppa del Mondo - vittorie
| Data             | Luogo                | Paese     | Disciplina                                                              |
| ---------------- | -------------------- | --------- | ----------------------------------------------------------------------- |
| 25 novembre 2007 | Beitostølen          | Norvegia  | 4x5 km (con Therese Johaug, Vibeke Skofterud e Marit Bjørgen)           |
| 15 dicembre 2007 | Rybinsk              | Russia    | 15 km TC                                                                |
| 16 febbraio 2008 | Liberec              | Rep. Ceca | 7,6 km TL                                                               |
| 17 febbraio 2008 | Liberec              | Rep. Ceca | Sprint a squadre TC (con Marit Bjørgen)                                 |
| 23 febbraio 2008 | Falun                | Svezia    | 15 km PU                                                                |
| 24 febbraio 2008 | Falun                | Svezia    | 4x5 km (con Ingri Aunet Tyldum, Kristin Størmer Steira e Marit Bjørgen) |
| 12 febbraio 2012 | Nové Město na Moravě | Rep. Ceca | 4x5 km (con Vibeke Skofterud, Therese Johaug e Marit Bjørgen)           |
| 23 gennaio 2015  | Rybinsk              | Russia    | 10 km TL                                                                |
| 24 gennaio 2016  | Nové Město na Moravě | Rep. Ceca | 4x5 km (con Ingvild Flugstad Østberg, Heidi Weng e Therese Johaug)      |
| 22 gennaio 2017  | Ulricehamn           | Svezia    | 4x5 km (con Ingvild Flugstad Østberg, Heidi Weng e Marit Bjørgen)       |
| 27 gennaio 2019  | Ulricehamn           | Svezia    | 4x5 km (con Heidi Weng, Therese Johaug e Ingvild Flugstad Østberg)      |
| 8 dicembre 2019  | Lillehammer          | Norvegia  | 4x5 km (con Maiken Caspersen Falla, Therese Johaug e Heidi Weng)        |

Legenda:

PU = inseguimento

TC = tecnica classica

TL = tecnica libera

#### Coppa del Mondo - competizioni intermedie
- 20 podi di tappa:
  - 1 vittoria
  - 9 secondi posti
  - 10 terzi posti

#### Coppa del Mondo - vittorie di tappa
| Data           | Località      | Nazione | Competizione | Disciplina  |
| -------------- | ------------- | ------- | ------------ | ----------- |
| 3 gennaio 2020 | Val di Fiemme | Italia  | Tour de Ski  | 10 km TC MS |

Legenda:

TC = tecnica classica

MS = partenza in linea